# San Martino in Badia
Pour les articles homonymes, voir San Martino et Badia (homonymie).
San Martino in Badia (en allemand, Sankt Martin in Thurn, en ladin, San Martin de Tor) est une commune italienne d'environ 1 750 habitants située dans la province autonome de Bolzano dans la région du Trentin-Haut-Adige dans le nord-est de l'Italie.

## Caractéristiques linguistiques
Les langues maternelles parlées sont le ladin (97,27 %), l'allemand (1,68 %) et l'italien (1,06 %).

## Administration
| Période                                  | Période  | Identité         | Étiquette    | Qualité |
| ---------------------------------------- | -------- | ---------------- | ------------ | ------- |
| 9 mai 2005                               | En cours | Francesco Dejaco | Lista Civica |         |
| Les données manquantes sont à compléter. |          |                  |              |         |

### Hameaux
Longiarù (Campill), Picolin (Piccolino), Antermëia (Antermoia)

### Communes limitrophes
Les communes limitrophes sont  Badia, Bressanone, Corvara in Badia, Funes, La Valle, Luson, Marebbe, Santa Cristina Valgardena et Selva di Val Gardena.

### Évolution démographique
Habitants recensés